# Черкес, Александр Алексеевич
Алекса́ндр Алексе́евич Черке́с (2 сентября 1976, Воронеж) — российский футболист, защитник, футбольный тренер. Отец Евгения Черкеса.

## Карьера
Начал заниматься футболом в 1987 году в родном Воронеже. Первым тренером был Ю. С. Злых. Карьеру начал в любительском клубе «Газовик» из Острогожска. В 1999 году подписал контракт с клубом «Факел». Однако, проведя один матч за клуб, был отдан в аренду в лискинский «Локомотив». Вернувшись в «Факел», закрепился в основе и провёл за клуб два сезона.
В 2002 году перешёл в саратовский «Сокол». Сезон-2003 провёл в аренде в «Черномореце». В 2004 году вернулся в Саратов. По окончании сезона был приглашен в клуб «Луч-Энергия». Два сезона провёл на Дальнем Востоке. В 2007 году Сергей Юран пригласил Черкеса в «Шинник», с которым вышел в Премьер-лигу. В 2008 году был избран капитаном «Шинника». В июне 2008 года принял решение покинуть ярославский клуб и перейти в краснодарскую «Кубань». Однако вскоре передумал, а в июне подписал контракт с «Ростовом». В сезоне-2010 назначен капитаном команды.
С 2011 года выступал за «Факел». 1 июня 2011 года был выставлен на трансфер. В августе 2011 года стал игроком клуба «Нижний Новгород».
В январе 2013 года стал спортивным директором ФК «Факел».
В Премьер-лиге провёл 176 игр, забил 18 мячей.

## Достижения
- Победитель первого дивизиона первенства России (3): 2005 («Луч-Энергия»), 2007 («Шинник»), 2008 («Ростов»).